# Dimorphostylis australis
Dimorphostylis australis is een zeekommasoort uit de familie van de Diastylidae. De wetenschappelijke naam van de soort is voor het eerst geldig gepubliceerd in 1932 door Foxon.